# Zaira Zambelli
Zaira Zambelli, nome artístico de Zaira Lúcia Fontes Simões da Costa (Belo Horizonte, 14 de agosto de 1953), é uma atriz brasileira.

## Biografia
Embora nascida em Minas Gerais, mudou-se para o Rio de Janeiro aos três anos. Na adolescência faz curso de teatro amador e ingressou no curso de Sociologia, que abandonou para dedicar-se à carreira artística.
Sua estreia deu-se no cinema, em 1976, e na televisão quatro anos depois, em 1980. Sendo prima do diretor de cinema Cacá Diegues, atuou com este em dois filmes (em 1978 e 1979).
Zaira participou de várias telenovelas, especialmente da Rede Globo atuando ainda no teatro. Se destacou no cinema com o papel de Dasdô no filme Bye Bye Brasil, fazendo par romântico com Fábio Júnior, casal que foi revivido na trama da novela O Amor É Nosso; Também já posou para a revista Playboy, edição de julho de 1981 (edição n° 72).
Afastada da televisão por alguns anos, dedicou-se sobretudo aos cursos de teatro que ministra no Rio de Janeiro, um dos quais com seu nome.

### Vida pessoal
Em julho de 1981 posou para a edição brasileira da revista Playboy.
Foi casada com o também ator, Ricardo Zambelli, morto em 1985, de quem herdou o sobrenome.

## Carreira

### Cinema
| Ano  | Título                   | Personagem         |
| ---- | ------------------------ | ------------------ |
| 1977 | Chuvas de Verão          | Moça da Repartição |
| 1978 | Fim de Festa             | Lena               |
| 1978 | O Cortiço                | Zulmira            |
| 1979 | Bye Bye Brasil           | Dasdô              |
| 1979 | Nos Embalos de Ipanema   | Patrícia           |
| 1980 | Cabaret Mineiro          | Mulher sensual     |
| 1980 | As Pequenas Taras        | Alice              |
| 1981 | A Difícil Viagem         | Luzia              |
| 1983 | Trans Atlantique         |                    |
| 1983 | Perdoa-me por Me Traíres | Nair               |
| 1985 | Chico Rei                | Dorinha            |
| 1986 | Fulaninha                | Sulamita           |
| 1986 | Tempo de Ensaio          | Mulher             |
| 1988 | Banana Split             |                    |
| 1994 | Túnel                    | [ 10 ]             |
| 1995 | As Meninas               | Empregada          |
| 2010 | Kabbalah                 | Doutora            |
| 2018 | Sacrifício               | Psicóloga          |
| 2019 | Cinéfilo                 | Ingrid             |

### Na televisão
| Ano  | Título             | Personagem              | Emissora      |
| ---- | ------------------ | ----------------------- | ------------- |
| 1980 | Marina             | Maria                   | Rede Globo    |
| 1981 | O Amor É Nosso     | Selma                   | Rede Globo    |
| 1982 | Paraíso            | Rosinha                 | Rede Globo    |
| 1987 | Carmem             | —                       | Rede Manchete |
| 1988 | Olho por Olho      | Débora                  | Rede Manchete |
| 1990 | Barriga de Aluguel | —                       | Rede Globo    |
| 1990 | Meu Bem, Meu Mal   | Moça do Salão de Beleza | Rede Globo    |
| 1990 | Pantanal           | Prostituta              | Rede Manchete |
| 1995 | Irmãos Coragem     | Manuela Palhares        | Rede Globo    |
| 2010 | Ti-ti-ti           | Madame Carneiro         | Rede Globo    |

### No teatro
- As Bodas de Felissa, de Stela Miranda
- Quem é Amélia?, de João Bittencourt
- Donana, de Ronaldo Ciambrone
- Honey Baby - Era uma vez nos anos 70, de Paulo Cezar Coutinho
- Uma Cama pra quatro, de Older Cazarré
- Das duas… uma, de Older Cazarré
- Casamento Complicado, de Fernando Reski
- Síndica qual é a sua?, direção de Antônio Pedro
- A Inquisição de Maria monólogo de Alberto Magno

 Fish and Ships DE
Teresa Brigs director Ary Koslov.
Bailei na Curva DE Julio Conte.